# كأس الكؤوس الأوروبية 1971–72
كأس الكؤوس الأوروبية 1971–72 (بالإسبانية: Recopa de Europa 1971-72)‏ هو الموسم 12 من  كأس الكؤوس الأوروبية. الذي يشرف على تنظيمه الاتحاد الأوروبي لكرة القدم، وكان عدد الأندية المشاركة فيه  34، وفاز فيه نادي رينجرز.

## نتائج الموسم
| المركز | فريق        | لعب | ف | ت | خ | له | عليه | ف.أ | نقاط | ملاحظة |
| ------ | ----------- | --- | - | - | - | -- | ---- | --- | ---- | ------ |
|        | نادي رينجرز |     |   |   |   |    |      |     |      |        |